# Henrik Casimir 1. af Nassau-Diez
Henrik Casimir 1. af Nassau-Diez (født 31. januar eller 10. februar 1612 i Arnhem, død 12 eller 22. juli 1640 i Holly) var greve af Nassau-Dietz og guvernør i Friesland, Groningen og Drenthe fra 1632 til sin død. Han efterfulgte sin far Ernst Casimir, der blev dræbt i Slaget ved Roermond.

## Liv og gerning
Under Henrik Casimirs regering gik Friesland økonomisk frem. Politisk havde Henrik Casimir lidt at sige: han havde en begrænset myndighed og fungerede som en officiel embedsmand. Modsætningerne mellem guvernøren og de lokale herskere voksede under indtryk af fordelingen af krigsudgifter.
I 1635 hjemsendte ni byer vroedschapsleden udpeget af guvernøren. De ønskede ligesom Franeker og Leeuwarden frit rådsstyre. Broderen til en historiker fra det 17. århundrede, Leo van Aitzema, spillede en vigtig rolle som borgmester i Dokkum. Den 5. november 1637 vendte sagerne om efter, at guvernøren truede med at besætte Harlingen. Kun gennem militær intervention og indgriben af Statsrådet i 1637, formåede man at bringe spændingerne ned i Friesland. Derefter blev der for hvert bystyre udarbejdet et reglement, som forblev i kraft indtil 1748.
Henrik Casimir var en glimrende soldat, men kom aldrig i forgrunden. Som frisisk guvernør tillod han ikke de frisiske stater egen myndighed over, hvordan hæren bevægede sig. Han var involveret i erobringen af Breda i 1638 sammen med statholderen Frederik Henrik af Oranien. Den 12. juli 1640 blev han såret i St. Janssteen under Slaget ved Holly. Den næste dag døde han af sine sår. Hendrik Casimir er begravet i Leeuwarden.
Henrik Casimir blev ikke gift og havde ingen børn. Han blev som guvernør i provinsen efterfulgt af sin broder Willem Frederik.